# معركة وادي الحجارة
معركة وادي الحجارة أو معركة غوادالاخارا (8 مارس إلى 23 مارس 1937) هي مواجهة في الحرب الأهلية الإسبانية التي تطورت حول مدينة غوادالاخارا في محاولة من قبل القوات القومية لاختراق عاصمة إسبانيا من الشمال.
تمكن الجيش الجمهوري الشعبي وبمساعدة الألوية الدولية من صد القوات الإيطالية والقومية التي حاولت محاصرة مدريد خلال الحرب الأهلية الإسبانية. كانت القوات القومية المشاركة في معركة غوادالاخارا هي في الأساس فيلق الجنود المتطوعين الإيطالي (Corpo Truppe Volontarie أو CTV).
بدأت المعركة بهجوم إيطالي في الفترة من 8-11 مارس، فاضطرت قوات الجيش الجمهوري الشعبي إلى التراجع أمام اندفاع الإيطاليين، وخسروا عدة بلدات. وما بين 12 و 14 مارس تعرضت القوات الجمهورية للهجوم من قبل وحدات من جيش فرانكو. ثم وقع الهجوم الجمهوري المضاد اللاحق، والذي شمل قوات من الألوية الدولية بين 15 و 18 مارس واستمر حتى 23 مارس.

## البداية
بعد فشل الهجوم الثالث على مدريد، قرر الجنرال فرانسيسكو فرانكو مواصلة هجومه الرابع بهدف إغلاق الكماشة حول العاصمة. كانت القوات القومية بعد الهزيمة في معركة خاراما منهكة ولم تستطع خلق الزخم اللازم لمواصلة العملية. ومع ذلك كان الإيطاليون متفائلين بعد الاستيلاء على مالقة، وكان يُعتقد أن القوات الإيطالية يمكن أن تحقق نصرًا سهلاً بسبب الخسائر الفادحة التي تكبدها الجيش الجمهوري الشعبي في خاراما. أيد الديكتاتور الإيطالي بينيتو موسوليني العملية وألزم الوحدات الإيطالية بها.
خطط القائد الإيطالي الجنرال ماريو رواتا تطويق دفاعات مدريد من الشمال الشرقي. بعد أن انضموا إلى القوات القومية الإسبانية في مدريد على نهر خاراما، بدأوا الهجوم على مدريد. وقامت القوات الإيطالية بشن الهجوم الرئيسي. وكانت الفرقة الإسبانية «سوريا» حاضرة لتأمين العملية، لكنها لم تلعب أي دور في الأيام الخمسة الأولى من القتال. بدأ الهجوم الرئيسي في الممر الذي يبلغ عرضه 25 كم في غوادالاخارا ألكالا دي إيناريس، حيث المنطقة مناسبة تمامًا للتقدم، وكانت هناك خمسة طرق عالية الجودة تمر عبرها. وتؤدي ثلاث طرق أخرى في المنطقة إلى غوادالاخارا، مما أتاح إمكانية الاستيلاء على المدينة أيضًا. كان لدى القوات القومية 35000 جندي و 222 قطعة مدفعية و 108 دبابة كارو فيلوتشي 33 وكارو فيلوتشي 35 دبابة و 32 عربة مصفحة و 3685 مركبة آلية و 60 طائرة مقاتلة من طراز Fiat CR.32. تم تنظيم الدبابات والعربات المدرعة الإيطالية باسم «مجموعة الدبابات والسيارات المدرعة» (Agrupación de carros de asalto y autos Blindados). تم تنظيم الطائرات الإيطالية في الفيلق الجوي (Aviazione Legionaria).
كان الوجود الجمهوري في منطقة غوادالاخارا يتألف فقط من الفرقة الثانية عشرة للجيش الجمهوري الشعبي تحت قيادة العقيد فكتور لاكال. كان تحت إمرته 10000 جندي مع 5900 بندقية و 85 رشاشًا و 15 قطعة مدفعية. كما تم إرسال سرية واحدة من دبابات T-26 الخفيفة إلى المنطقة. لم يتم إنشاء أي أعمال دفاعية في منطقة غوادالاخارا، لأنها كانت تعتبر جزءًا هادئًا من الجبهة. وكانت قيادة الجيش الجمهوري على يقين من أن الهجوم الفاشي القادم سيأتي من الجنوب.

## الهجوم الإيطالي
في يوم 8 مارس 1937 انطلقت نيران المدفعية والغارات الجوية على مواقع الجمهوريين، وبعد 30 دقيقة بدأ الإيطاليون بالتقدم نحو اللواء الجمهوري الخمسين. واخترقوا بقيادة الدبابات خط الدفاع الجمهوري. ثم تباطأ هجومهم وسبب ذلك هو الضباب والصقيع قلل الرؤية إلى 100 متر (110 ياردات) في بعض الأماكن. وقد استولى الإيطاليون على 100 متر (110 يارد) من الأرض، ومنها بلدات ميرابوينو وألامينوس وكاستيخون. وبعد التراجع طلب القائد الجمهوري تعزيزات المشاة وسرية الدبابات.

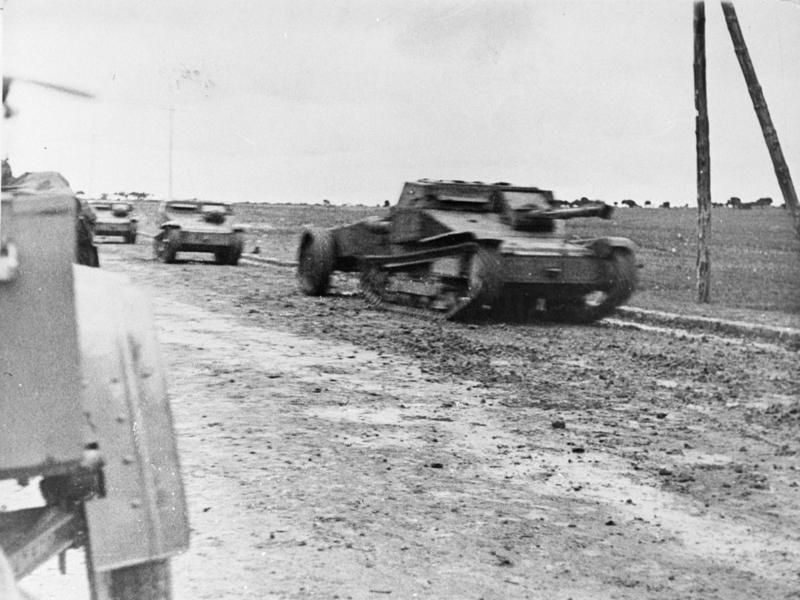
دبابات إيطالية تتقدم بخزان قاذفة لهب في المقدمة في غوادالاخارا.

وفي اليوم التالي 9 مارس واصل القوميون هجومهم على مواقع الجمهوريين. وقادت الدبابات الهجوم الرئيسي، لكنه تعثر مرة أخرى بسبب الأداء الضعيف والرؤية الضعيفة. تمكن اللواء 50 الجمهوري من النجاة دون قتال. وعند الظهر تقريبًا تم إرجاع التقدم الإيطالي فجأة من قبل كتائب اللواء الدولي الحادي عشر (كانت الكتائب المشاركة في البداية كتيبة إدغار أندريه وكتيبة ثيلمان وكتيبة كومونة دي باريس - مع جنود بشكل أساسي من ألمانيا وفرنسا ودول البلقان). أخذ الإيطاليون من الجانب القومي من 15 إلى 18 كم أخرى من الأراضي وبلدات ألمادرونيس وكوغويور وماسيغوسو. وفي الليل وصلت التشكيلات الأولى للقوات الإيطالية إلى ضاحية بريهويغا، حيث استقرت في انتظار اختراق واسع للخطوط الجمهورية. هذا الانقطاع في الزخم على الرغم من عدم توافقه مع تكتيكات الحرب الخاطفة التي كانوا يتبعونها اسمياً، كان في ظل الظروف اللازمة للسماح للجنود بالراحة.
تألفت القوات الجمهورية في هذا اليوم من اللواء الدولي الحادي عشر، وبطاريتي مدفعية وسريتي مشاة من اللواء 49 من الفرقة 12. كان لديهم 1850 جنديًا بـ 1600 بندقية و 34 رشاشًا و 6 قطع مدفعية و 5 دبابات. بحلول نهاية اليوم بدأت التعزيزات بالوصول حيث أُمر الكولونيل إنريكي خورادو باريو بتشكيل الفيلق الرابع مع الفرقة 11 ليستر في الوسط على طريق مدريد - سرقسطة في توريخا، والفرقة 12 على الجهة اليسرى والفرقة 14 على اليمين. بالإضافة إلى ذلك أمر فيسنتي روخو فرقة حرس الهجوم الثانية بالوصول والعمل في الميدان.
وتلقت القوات الجمهورية في يوم 10 مارس تعزيزات جديدة من اللواء الدولي الثاني عشر (كتيبتان؛ كتيبة ياروسلاف دابروفسكي البولندية وكتيبة جوزيبي غاريبالدي الإيطالية) وثلاث بطاريات مدفعية وكتيبة دبابات حسب الحاجة. فأضحى لدى القوات الجمهورية الآن 4350 جنديًا و 8 قذائف هاون و 16 قطعة مدفعية و 26 دبابة خفيفة.
في الصباح قصفت القوات الإيطالية من الجانب القومي بالمدفعية والطيران قصفًا ثقيلًا وبدأت الهجوم على اللواء الحادي عشر الدولي دون نجاح. وكان لديهم في ذلك الوقت 26000 جندي و 900 رشاش و 130 دبابة خفيفة وعدد كبير من قطع المدفعية المخصصة للقتال. استولى القوميون على مدينتي ميرالريو ثم بريهويغا التي استولوا عليها تقريبًا دون مقاومة.
استمرت هجمات القوميين على اللواءين الدوليين الحادي عشر والثاني عشر طوال فترة ما بعد الظهر، ولكن دون جدوى. وفي توريخا التقوا بكتيبة غاريبالدي الإيطالية. خلال المناوشات انتهز الإيطاليون من كتيبة غاريبالدي الفرصة لتشجيع الجنود الفاشيين على الانضمام إلى الجمهوريين. وتوقفت الهجمات بحلول المساء، وبنت الوحدات القومية الإيطالية مواقع دفاعية.
في نهاية ذلك اليوم استقال لاكال من قيادته رسميًا لأسباب صحية، ولكن ربما بسبب استيائه من تجاوز جورادو بالصلاحيات عليه. أعطيت قيادة الفرقة 12 للشيوعي الإيطالي نينو نانيتي.
وفي 11 مارس بدأ الإيطاليون تقدمًا ناجحًا نحو مواقع الألوية الدولية الحادي عشر والثاني عشر، الذين أجبروا على التراجع إلى الطريق الرئيسي. تم إيقاف الطليعة الإيطالية قبل حوالي 3 كيلومترات من بلدة توريخا. واستولت «فرقة سوريا» القومية الإسبانية على بلدتي هيتا وتوري ديل بورغو.

## هجوم الجمهوريين المضاد
في 12 مارس أعادت القوات الجمهورية تحت قيادة ليستر انتشارها في الصباح وشنت هجوما مضادا ظهرا. تم توفير ما يقرب من مائة طائرة مقاتلة من طراز شاتو وراتا وسربين من قاذفات كاتيوسكا التابعة لسلاح الجو الجمهوري الأسباني في مطار البسيط. ففي حين أن طائرات سلاح الجو الإيطالي تقلع من مدارج غارقة بالمياه، لم يكن لدى الجمهوريين هذه المشكلة لأن مطار البسيط كان به مدرج خرساني.
بعد قصف جوي للمواقع الإيطالية هاجم المشاة الجمهوريون بدعم من دبابات T-26 وBT-5 الخفيفة الخطوط الإيطالية. فُقدت عدة صهاريج إيطالية عندما حاول الجنرال رواتا تغيير موقع وحداته الآلية في التضاريس الموحلة؛ علق الكثيرون وكانوا هدفًا سهلاً لقصف المقاتلين. بلغ التقدم إلى بلدة تريخوكا. لم يستعيد الهجوم الإيطالي المضاد المناطق المفقودة.
وفي 13 مارس انطلق الهجوم الجمهوري المضاد على تريخوكا وكاسا دلكابو وبلاسيو ديبارا ببعض النجاح. كانت الخطة تحت قيادة فيسنتي روخو هي تركيز الفرقة 11 بقيادة ليستر وجميع الوحدات المدرعة على طريق سرقسطة، بينما عبرت الفرقة 14 بقيادة ميرا نهر تاخونيا لمهاجمة بريهوجا. تم تحذير الإيطاليين من أن هذا قد يحدث، لكنهم تجاهلوا نصيحة رئيس العمليات الإسباني الكولونيل أنتونيو باروسو.
في 14 مارس استقرت معظم تشكيلات المشاة الجمهورية بينما نفذت قواتهم الجوية هجمات ناجحة. استولى اللواء الدولي على بلاسيو ديبارا. وفي الأيام اللاحقة أعاد الجمهوريون انتشارهم وركزوا قواتهم. وتألفت القوات الجمهورية الآن من حوالي 20 ألف جندي و 17 قذيفة هاون و 28 قطعة مدفعية و 60 دبابة خفيفة و 70 طائرة. أما القوات القومية الإيطالية والإسبانية فتألفت من حوالي 45000 جندي و 70 قذيفة هاون و 200 قطعة مدفعية و 80 دبابة خفيفة (تانكت L3) و 50 طائرة.

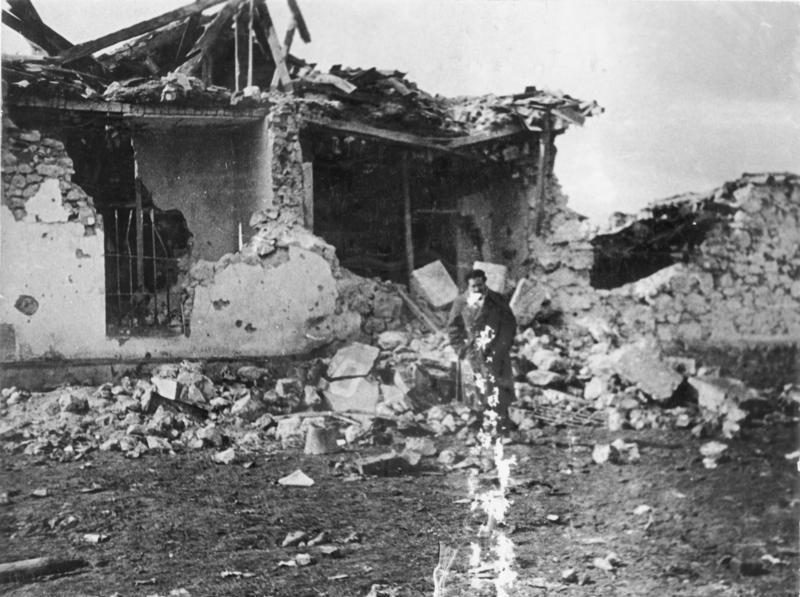
الدمار بعد انتهاء المعركة

وعند فجر 18 مارس أعطى فيسنتي روخو الأوامر وقاد ميرا الفرقة 14 عابرًا الجسر العائم فوق نهر تاخونيا. كان لديهم غطاء من الصقيع الشديد، لكن الطقس أخر الهجوم أيضًا. وما أن انتصف النهار حتى تحسن الجو بما يكفي للسماح للقوات الجوية الجمهورية بالعمل. وفي الساعة 13:30 أعطى خورادو الأمر بالهجوم. فعطلت فرقة ليتوريو الإيطالية تقدم ليستر، والتي تعد أفضل الوحدات الإيطالية. تمكنت فرقة ميرا 14 من محاصرة بريويغا، فتراجع الإيطاليون في حالة من الذعر. فتمكن اللواء الدولي الحادي عشر من طرد باقي الجنود الإيطاليين.
فشل هجوم مضاد إيطالي على مواقع الجمهوريين وصدته فرقة حرس الاقتحام، التي يمكن القول إنها أفضل الوحدات الجمهورية الإسبانية. الهجوم الذي شنته فرقة حرس الاقتحام كان بقيادة لواء الهجوم الأول وكان له تأثير مدمر، حيث ألحق خسائر فادحة بالإيطاليين. أنقذت فرقة ليتوريو الإيطاليين من كارثة كاملة عندما أجروا انسحاب منظم جيدًا.
ومن 19 إلى 23 مارس استعادت القوات الجمهورية مدينتي جاخانيخوس وفيلافيسيوزا دي تاخونيا. تم إيقاف هجومهم المضاد في النهاية على خط فلداريناس-لدانكا-هونتاناريس، لأن فرانكو أرسل تشكيلات احتياطية لتسوية خط الدفاع بين لدانكا وهونتاناريس.

## التأثير

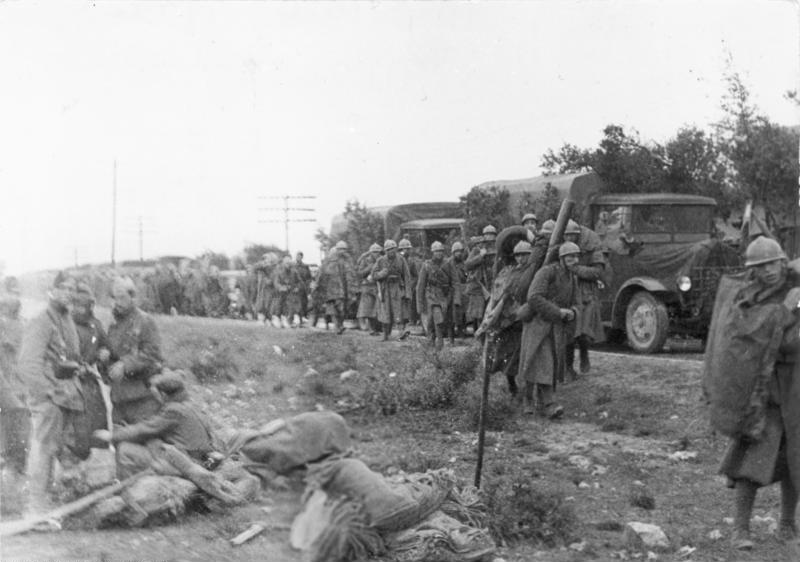
القوات القومية في وادي الحجارة.

مثلت معركة وادي الحجارة أو غوادالاخارا المحاولة قبل الأخيرة لقوات المتمردين لاحتلال مدريد حتى نهاية الحرب. وبعدها وجه جيش المتمردين جهوده نحو الجبهة الشمالية، واستأنف الهجوم في فيزكايا بعد وقت قصير من ظهور فشل الإيطاليين في غوادالاخارا.
ساعدت نتيجة القتال في رفع الروح المعنوية للحرب مؤقتًا في الجيش الجمهوري الإسباني، حيث كان هذا أول انتصار عسكري كبير له، والأكثر من ذلك أنه منع حصارًا كاملاً على مدريد؛ وساعدت الدعاية المؤيدة للجمهورية كفاءة القوات الموالية لحكومته؛ فقال الصحفي الأمريكي هربرت ماثيوز المتعاطف مع الجمهوريين مؤكدا على أن:«هزيمة الإيطاليين في غوادالاخارا كارثة مماثلة لتلك التي حدثت في معركة بايلن مع نابليون». بينما كتب رئيس الوزراء البريطاني السابق ديفيد لويد جورج ساخرًا عن «الانسحاب الإيطالي المذعور وغير المنضبط»، مما أثار حفيظة موسوليني. ولكن سرعان ما أصبح واضحًا أن انتصار غوادالاخارا لم يكن حاسمًا على المدى المتوسط، لأنه لم يحقق مكاسب إقليمية كبيرة للجانب الجمهوري، ولم يترتب عليه ضرر خطير ودائم لقوات فرانكو.
أما داخل قوات المتمردين، فقد حُدِّد أن قرار تخطيط التكتيكات القتالية يكون فقط لهيئة الأركان العامة لفرانسيسكو فرانكو، مما منع فيلق الجنود المتطوعين الإيطالي من تولي أي مبادرات للحرب من تلقاء نفسه، وأمرت هيئة الأركان العامة للمتمردين الجنود الإيطاليون بالعمل تحت إمرتهم. وكان الطيران الفيلق نفسه الذي أرسلته إيطاليا خاضعًا لقيادة فيلق كندور الألماني، وكل ذلك يعني إهانة للقادة العسكريين الإيطاليين، الذين كانوا أيضًا جميعهم تقريبًا (باستثناء رواتا) طردهم موسوليني.

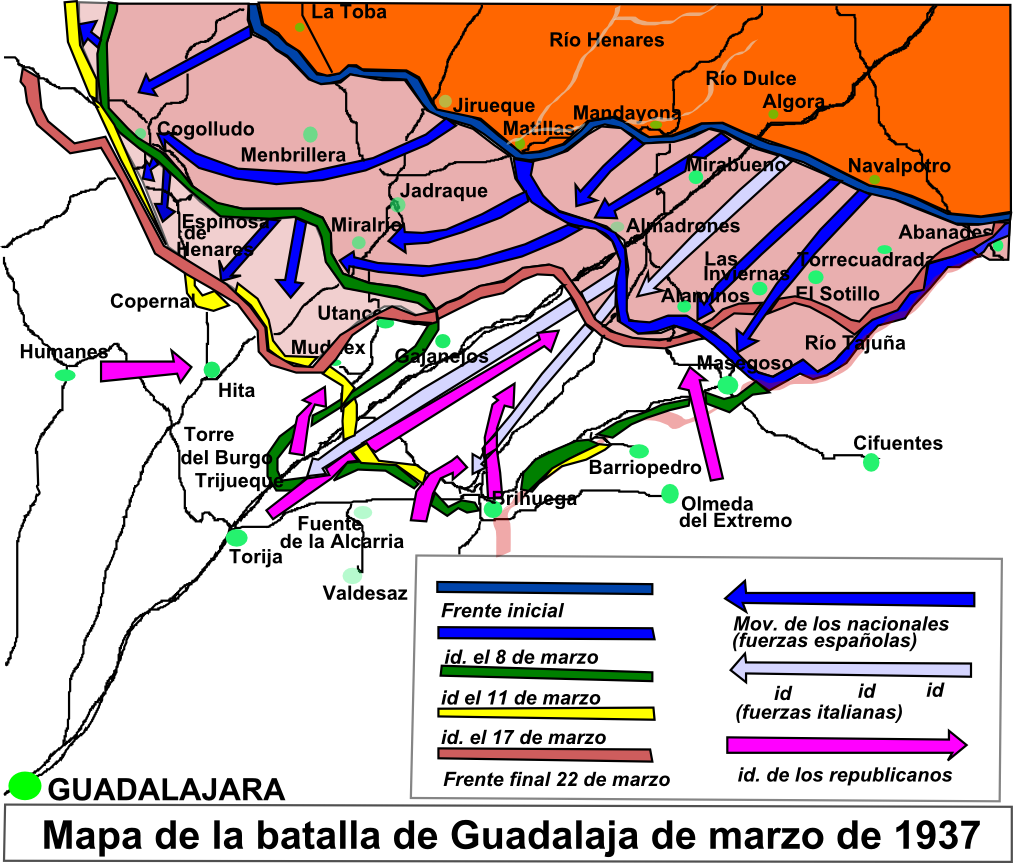
التحركات في معركة وادي الحجارة

تسببت الهزيمة الإيطالية أيضًا في خسارة عسكرية شديدة لمكانة موسوليني بسبب الكمية الكبيرة من مواد الحرب التي دمرت أو تم التخلي عنها في ساحة المعركة، والعدد الكبير من الضحايا (ما يقرب من 4000 جندي إيطالي بين القتلى والجرحى والسجناء) والأداء الضعيف الواضح للقادة الإيطاليين. كانت الخسائر البشرية والمادية في صفوف الفرقة الإيطالية في الألوية الدولية صغيرة جدًا مقارنة بالضرر الذي لحق بالجنود الإيطاليين، مما أبرز فشلهم. ومع ذلك فإن الأداء الإيطالي الضعيف شجع الدوتشي نفسه على زيادة تدخله في الحرب الإسبانية، على أمل أن يحقق فيلق الجنود المتطوعين نصرًا مدويًا في الحرب من شأنه أن يمحو من ذاكرة الرأي الأجنبي هزيمة وادي الحجارة.
أشار بعض القادة العسكريين في ذلك الوقت (مثل هيئة الأركان العامة للجيش الفرنسي) إلى أن فشل الدبابات الإيطالية في غوادالاخارا أظهر عدم فعالية التشكيلات المدرعة ضد دفاع مدفعي عميق، وبالتالي لا يمكن اعتبار الدبابات. عناصر حاسمة في الحرب الحديثة.
على العكس من ذلك قدر مستشارو فرانكو الألمان ضباط الفيرماخت، أن العامل الرئيسي في الهزيمة كان الخطأ الجسيم للقادة الإيطاليين في شن هجوم بالدبابات في خضم طقس غير موات، والأسوأ من ذلك دون توفير دعم جوي كافي مسبقًا. كانت العيوب الأخرى التي ذكرها الألمان هي أن القادة الإيطاليين شكلوا فيلقًا مدرعًا بدبابات خفيفة بسيطة (فريسة سهلة لمدافع العدو والمدافع الرشاشة)، وهي عيوب ميكانيكية خطيرة في الدبابة الإيطالية التي حكم عليها بالتعثر إذا دخلت مستنقع. وفوق كل شيء كثرة إصدار القادة الإيطاليين أوامر بالتوقف خلال الهجوم بدلاً من التقدم السريع والحاسم، مما منح الجمهوريين الوقت للرد.

## وصلات خارجية
- موقع حول هجوم وادي الحجارة (بالأسبانية)
- بريهوجا 1937: معركة وادي الحجارة (بالأسبانية)
- معركة وادي الحجارة (بالأسبانية)